# トゥ・ラヴ・サムバディ (アルバム)
『トゥ・ラヴ・サムバディ』（To Love Somebody）は、ニーナ・シモンが1969年に発表したスタジオ・アルバム。

## 概要
1967年から1969年にかけてニューヨークのRCAスタジオでレコーディングは行われた。プロデュースはストラウド・プロダクションズ。ビージーズの2曲のカバー、「トゥ・ラヴ・サムバディ」と「アイ・キャント・シー・ノーバディ」はダニー・デイヴィスがプロデュースを務め、ジミー・ウィズナーが編曲を担当した。
ドン・アライアス（ドラムズ）、ジーン・A・パーラ（フェンダー・ベース）、アル・シャックマン（ギター）、ウェルドン・アーヴィン（オルガン）らが録音に参加。バッキング・ボーカルはドリス・ウィリンクガム（ドリス・デュークの名で知られる歌手）とヴァーディア・クロフォードが務めた。
「レヴォリューション (パート1)」と「レヴォリューション (パート2)」以外はすべてカバー曲で構成されており、そのうち3曲はボブ・ディランの作品である（「アイ・シャル・ビー・リリースト」「親指トムのブルースのように」「時代は変る」）。
1969年5月、「スザンヌ」をA面、「ターン・ターン・ターン」をB面とするシングルが発売された。

## 収録曲
Side 1
1. スザンヌ - Suzanne -  4:21
作詞作曲：レナード・コーエン
2. ターン・ターン・ターン - Turn! Turn! Turn! (to Everything There Is a Season) - 3:41
作詞作曲：ピート・シーガー（トラディショナル）
3. レヴォリューション (パート1) - Revolution (Part 1) - 2:53
作詞作曲：ウェルドン・アーヴィン、ニーナ・シモン
4. レヴォリューション (パート2) - Revolution (Part 2) - 1:54
作詞作曲：ウェルドン・アーヴィン、ニーナ・シモン
5. トゥ・ラヴ・サムバディ - To Love Somebody - 2:42
作詞作曲：バリー・ギブ、ロビン・ギブ

Side 2
1. アイ・シャル・ビー・リリースト - I Shall Be Released - 3:55
作詞作曲：ボブ・ディラン
2. アイ・キャント・シー・ノーバディ - I Can't See Nobody - 3:10
作詞作曲：バリー・ギブ、ロビン・ギブ
3. トム・サムズ・ブルース - Just Like Tom Thumb's Blues - 4:52
作詞作曲：ボブ・ディラン
4. 時代は変る - The Times They Are A-Changin - 6:00
作詞作曲：ボブ・ディラン